# Corey Stoll
Corey Daniel Stoll (Nueva York, Nueva York, 14 de marzo de 1976) es un actor estadounidense. Es mayormente conocido por interpretar al congresista Peter Russo en la primera temporada de la aclamada serie original de Netflix, House of Cards, trabajo por el cual fue nominado a un Globo de Oro.
Stoll tenía un papel protagónico de Ephraim Goodweather en la serie de Guillermo del Toro, The Strain, la cual fue transmitida por FX en Estados Unidos. Stoll interpretó a Darren Cross / Yellowjacket en las películas de Marvel, Ant-Man y Ant-Man y la Avispa: Quantumanía. También interpretó al personaje ficticio Charles Wainwright en la serie de Netflix "Ratched" (2020).

## Primeros años
Stoll nació en el Upper West Side de Nueva York. Fue criado bajo tradición judía. Estudió teatro en Long Lake Camp for the Arts desde 1988 hasta 1992. Se graduó de Oberlin College en 1998, y de la escuela de artes Tisch de la Universidad de Nueva York en 2003.

## Carrera
En 2004, Stoll recibió una nominación al Drama Desk Award por Intimate Apparel, contra la ganadora de un Tony y nominada a un Oscar, Viola Davis. También tuvo múltiples participaciones en el cine, incluyendo North Country, Lucky Number Slevin, la película de televisión A Girl Like Me: The Gwen Araujo Story, Brief Interviews with Hideous Menv', y Push. En 2010, apareció en Helena from the Wedding y Salt. 
Stoll participó como el detective de la policía de Los Ángeles Tomas "TJ" Jaruszalski en el drama policial de NBC, Law & Order: LA. Interpretó a Ernest Hemingway en la película de Woody Allen, Midnight in Paris, en 2011. Stoll, quien es principalmente calvo, usó una peluca para el rol. En 2013, Stoll recibió una nominación a los Premios Globo de Oro por su actuación en la serie original de Netflix, House of Cards. Después de House of Cards, se unió a la serie de horror de FX The Strain, la cual está basada en una serie de libros escrita por Chuck Hogan y el director de cine Guillermo del Toro. También interpreta a Ben Day en la película Dark Places, basada en la novela de Gillian Flynn.
En 2014, Stoll también interpretó a Austin Reilly, un oficial de la policía de Nueva York en la película de acción Non-Stop y a Paul Altman en la película drama-comedia This Is Where I Leave You. Stoll interpretó a Darren Cross, redefinido como el supervillano Yellowjacket, en la película de superhéroes Ant-Man.
En 2018, formó parte del elenco de la película, dirigida por Michael Mayer, La gaviota.

## Vida personal
Stoll y su novia, la actriz Nadia Bowers, se comprometieron en octubre de 2014. La pareja se casó el 21 de junio de 2015 y su hijo nació en octubre de ese mismo año.

## Filmografía
| Año       | Película                          | Personaje                   | Director                                          | Notas       |
| --------- | --------------------------------- | --------------------------- | ------------------------------------------------- | ----------- |
| 2001      | Okéna                             |                             | Joseph Cahill                                     | Corto       |
| 2005      | North Country                     | Ricky Sennett               | Niki Caro                                         |             |
| 2006      | Lucky Number Slevin               | Saul                        | Paul McGuigan                                     |             |
| 2007      | The Number 23                     | Sgt. Burns                  | Joel Schumacher                                   |             |
| 2009      | Brief Interviews with Hideous Men | Subject #51                 | John Krasinski                                    |             |
| 2009      | Push                              | Agent Mack                  | Paul McGuigan                                     |             |
| 2010      | Salt                              | Schnaider                   | Phillip Noyce                                     |             |
| 2010      | Helena from the Wedding           | Steven                      | Joseph Infantolino                                |             |
| 2011      | Medianoche en París               | Ernest Hemingway            | Woody Allen                                       |             |
| 2012      | The Bourne Legacy                 | Zev Vendel                  | Tony Gilroy                                       |             |
| 2012      | The Time Being                    | Eric                        | Nenad Cicin-Sain                                  |             |
| 2012      | Victoriana                        | Bill                        | Jadrien Steele                                    |             |
| 2013      | C.O.G.                            | Curly                       | Kyle Patrick Alvarez                              |             |
| 2013      | Decoding Annie Parker             | Sean                        | Steven Bernstein                                  |             |
| 2014-2017 | The Strain (temp. 1, 2, 3, 4)     | Ed Goodweather              | Guillermo del Toro                                |             |
| 2014      | Non-Stop                          | Austin Reilly               | Jaume Collet-Serra                                |             |
| 2014      | Glass Chin                        | Bud Gordon                  | Noah Buschel                                      |             |
| 2014      | This Is Where I Leave You         | Paul Altman                 | Shawn Levy                                        |             |
| 2014      | The Good Lie                      | Jack                        | Philippe Falardeau                                |             |
| 2015      | Dark Places                       | Ben Day                     | Gilles Paquet-Brenner                             |             |
| 2015      | Anesthesia                        | Sam                         | Tim Blake Nelson                                  |             |
| 2015      | Ant-Man                           | Darren Cross / Yellowjacket | Peyton Reed                                       |             |
| 2015      | Black Mass                        | Fred Wyshak                 | Scott Cooper                                      |             |
| 2016      | Café Society                      | Ben                         | Woody Allen                                       |             |
| 2016      | Gold                              | Brian Wolff                 | Stephen Gaghan                                    |             |
| 2018      | The Seagull                       | Boris Trigorin              | Michael Mayer                                     |             |
| 2018      | First Man                         | Buzz Aldrin                 | Damien Chazelle                                   |             |
| 2019      | The Report                        | Cyrus Clifford              | Scott Z. Burns                                    |             |
| 2019      | The Many Saints of Newark         | Corrado John Soprano, Jr.   | Alan Taylor                                       |             |
| 2020      | Ratched                           | Charles Wainwright          | Ryan Murphy                                       | Serie       |
| 2020      | Billions                          | Michael Prince              | Brian Koppelman, David Levien, Andrew Ross Sorkin | 5 capítulos |
| 2021      | West Side Story                   | Schrank                     | Steven Spielberg                                  |             |
| 2023      | Ant-Man and the Wasp: Quantumania | MODOK                       | Peyton Reed                                       |             |
| 2023      | Rebel Moon                        | Sindri                      | Zack Snyder                                       |             |